# Endre Kabos
Endre Kabos, původně Endre Katz (5. listopadu 1906 Nagyvárad – 4. listopadu 1944 Budapešť) byl maďarský reprezentant v šermu šavlí, trojnásobný olympijský vítěz.
V roce 1926 se stal členem klubu VAC (Vívó és Atlétikai Club), trénoval ho Italo Santelli. V roce 1928 získal titul šermířského mistra Slovenska. Na mistrovství Evropy v šermu vyhrál v letech 1933 a 1934 soutěž jednotlivců a v letech 1931, 1933, 1934 a 1935 byl členem vítězného maďarského družstva. Na Letních olympijských hrách 1932 získal zlatou medaili v týmové soutěži a bronzovou medaili v individuální soutěži. Na Letních olympijských hrách 1936 vyhrál soutěž jednotlivců i družstev. V letech 1937, 1938 a 1939 se stal s týmem Újpesti TE mistrem Maďarska. Vedle sportovní činnosti provozoval obchod s potravinami.
Za druhé světové války byl pro svůj židovský původ internován. Jako armádní instruktor šermu unikl transportu do vyhlazovacího tábora a dostal práci kočího. Byl jednou ze stovek obětí výbuchu Markétina mostu, k němuž došlo 4. listopadu 1944; jeho tělo nebylo nikdy nalezeno.
V roce 1986 byl uveden do Mezinárodní síně slávy židovského sportu. Jeho životními osudy se inspiroval István Szabó při tvorbě filmu Sluneční jas.